# Mistrzostwa Ameryki Południowej w Piłce Siatkowej Kobiet 1962
V Mistrzostwa Ameryki Południowej w piłce siatkowej kobiet odbyły się w 1962 roku w Santiago w Chile. W mistrzostwach wystartowały 4 reprezentacje. Mistrzem została po raz piąty reprezentacja Brazylii.

## Klasyfikacja końcowa
| Miejsce | Reprezentacja |
| ------- | ------------- |
|         | Brazylia      |
|         | Peru          |
|         | Argentyna     |
| 4.      | Chile         |